# جونی ارنست
جونی ارنست (انگلیسی: Joni Ernst؛ زادهٔ ۱ ژوئیهٔ ۱۹۷۰) سناتور ایالات متحده از آیووا است. او نامزد جمهوریخواه انتخابات سال ۲۰۱۴ سنای ایالات متحده در آیووا برای جانشینی سناتور تام هارکین بود که در آن بروس بریلی را شکست داد. ارنست همچنین سرهنگ دوم گارد ملی نیروی زمینی آیووا است. ارنست نخستین زنی است که از آیووا به کنگره راه می‌یابد. او همچنین نخستین کهنه سرباز زن در سنای آمریکاست.
از جمله سیاست‌های مورد حمایت ارنست، متوازن بودن بودجه، مراقبت بهداشتی مبتنی بر بازار آزاد، حقوق حمل و داشتن اسلحه، خصوصی‌سازی بخشی از تأمین اجتماعی، و حفاظت از تأمین اجتماعی برای سالمندان است. او مخالف سقف تجارت به منظور کاهش گازهای گلخانه‌ای، حداقل دستمزد و ازدواج همجنس‌گرایان است.